# Nyctunguis stenus
Nyctunguis stenus är en mångfotingart som beskrevs av Chamberlin 1962. Nyctunguis stenus ingår i släktet Nyctunguis och familjen småjordkrypare. Inga underarter finns listade i Catalogue of Life.